# Томкинс, Джеймс
Джеймс Оливер Чарльз Томкинс (англ. James Oliver Charles Tomkins; род. 29 марта 1989, Базилдон, Эссекс) — английский футболист, защитник. Выступал за юношеские и молодёжные сборные Англии разных возрастных категорий, в 2012 году сыграл два матча за сборную Великобритании на Олимпийских играх в Лондоне.

## Футбольная карьера
Выступает за «Вест Хэм Юнайтед» с восьми лет. Начинал на позиции центрального нападающего.
В английской Премьер-лиге дебютировал накануне своего 19-летия, 28 марта 2008 года в матче против «Эвертона», который закончился вничью 1:1. После небольшой травмы не смог вернуться в основной состав и конец чемпионата играл в юношеской команде.
27 ноября 2008 года дебютировал в составе «Дерби Каунти», которому был отдан в аренду на пять недель. В матче против «Бёрнли», закончившемся со счётом 3:0 в пользу «бордовых», он вышел всего на 8 минут. 31 декабря 2008 года вернулся в «Вест Хэм» по желанию главного тренера Джанфранко Дзолы.
5 июля 2016 года присоединился к клубу «Кристал Пэлас». Сумма трансфера составила 10 миллионов фунтов стерлингов. В первом сезоне Джеймс сыграл 24 матча в новом клубе и забил 3 мяча. В октябре 2019 года Томкинс продлил контракт с клубом до конца сезона 2021/22. В июне 2022 контракт был снова продлен до конца 2023 года.